# بالتازار بروم
بالتازار بروم (بالإسبانية: Baltasar Brum) (و. 1883 – 1933 م) هو محام، ودبلوماسي من الأوروغواي .

## روابط خارجية
- بالتازار بروم على موقع الموسوعة البريطانية (الإنجليزية)